# I Need a Girl (Part Two)
I Need a Girl (Part Two) is een nummer van de Amerikaanse rapper P. Diddy en de Amerikaanse zanger Ginuwine uit 2002, in samenwerking met de eveneens Amerikaanse rappers Loon en zanger Mario Winans. Het is, zoals de naam al doet vermoeden, de opvolger van I Need a Girl (Part One). Daarnaast is het de tweede single van P. Diddy's remixalbum We Invented the Remix.
In tegenstelling tot deel één, werd "I Need a Girl (Part Two)" alleen in Nederland, in Noord-Amerika en op de Britse eilanden een hit. Het nummer bereikte de 4e positie in de Amerikaanse Billboard Hot 100. In de Nederlandse Top 40 kwam het, samen met "I Need a Girl (Part One)", een plek hoger.
De Britse dj James Hype samplede in 2022 de melodie van het nummer in zijn hit Ferrari.